# 斯特凡·古沙
斯特凡·古萨（羅馬尼亞語：Ştefan Guşă；1940年4月17日—1994年3月28日），少将，罗马尼亚国防部第一副部长兼罗马尼亚陆军总参谋长。1994年因病去世。

## 生平

### 早期
斯特凡·古沙在1940年4月17日出生在布泽乌縣 Costeşti 公社 Spătaru 村。從布澤烏 B.P. Hasdeu 高中畢業，1957-1960年在皮特什蒂的現役坦克和汽車軍官軍事學校（Școala Militară de Ofițeri Activi de Tancuri și Auto）就读。1960年8月22日晉陞為武裝部隊（Forțelor Armate）現役幹部中尉。1960-1961年擔任第68坦克和自動炮團第4連第2坦克排的指揮官，1961-1966年在彼特斯蒂坦克和汽車軍官軍事學校（Școala Militară de Ofițeri de Tancuri și Auto din Pitești）擔任排長和連長。在此期間的1963年12月30日擢升為中尉少校，1965年12月30日例外地晉陞為上尉。
1966年至1972年期間，斯特凡·古沙參加了布加勒斯特總軍事學院技術軍事學院，坦克和汽車科的課程，並獲得了工程師學位。在大學期間，他被任命為研究小組的負責人，並於1971年12月30日晉陞為少校。有一段時間（1972年3月至10月），他在該學院的坦克和汽車技術系擔任講師。1972年10月7日，斯特凡·古沙被任命為第3集團軍第6坦克團“Ion Buteanu”的指揮官，担任到1976年8月13日。在此期間，1974年8月23日他又一次被例外提升為中校軍銜，並在1975年12月1日至1976年5月31日临时停职參加了聯合武器科的學院后訓練課程。1976年8月13日，他被任命為第6“Horia, Cloșca 和 Crișan”坦克師的參謀長，1979年8月23日第三次例外陞為工兵上校。1981年11月10日担任第6“Horia，Cloşca和Crişan”坦克師的指揮官，1978年8月1日至11月30日參加了組織動員，1982年9月15日至1983年7月14日参加後四級學院高級課程的改進培訓課程。1984年8月23日晉陞為一星少將軍銜，是陸軍中少有的在作戰部隊中擔任指揮職務的工程兵軍官之一。1986年9月25日，Ștefan Guşă少將晉陞為羅馬尼亞國防第一副部長兼總參謀長。在羅馬尼亞軍隊領導期間，制定了在不同層次上戰鬥行動的新條例，並對羅馬尼亞的時代和地緣政治局勢作指示和規定。

### 1989年羅馬尼亞革命期间
1989年12月17日，作為羅馬尼亞陸軍總參謀長，他被派往蒂米什瓦拉，與一群將軍一起鎮壓示威游行，罗马尼亚政府指控外國情報機構煽动示威。蒂米什瓦拉的游行是1989年罗马尼亚革命的开始，直接使得罗马尼亚共产党政权倒台。
斯特凡·古沙將軍对游行规模感到惊异，他指挥镇压群众两天。罢工工人在1989年12月19日上午拒絕復工。該縣的第一书记（First Secretary）Radu Bălan 被 Ion Coman 派去說服工人復工。工人們要求书记回答不是工作待遇，而是关于示威的，谁下令镇压，蒂米什瓦拉的死者在哪裡，為什麼無辜的人被捕？古沙將軍曾領導鎮壓示威者，他試圖召回第一書記，但被工人強迫下令让軍隊從工厂撤出。古沙將軍在愛國衛隊軍官的劝说下回到了 HQ，他的军人抛弃了他。ELBA事件以極快的速度被傳遞給決定参与總罷工的其他企業。
斯特凡·古沙否認在鎮壓有责任，而冒充英雄：“我通過恢復蒂米什瓦拉叛亂分子手中的坦克避免災難，我沒有執行鎮壓命令，也沒有執行逮捕歌劇院大樓中的人的命令。”從他的陳述中可以看出，從12月20日15：30開始，他被迫下令撤离軍營：“当我意識到人民鬥爭的意義和人数时，我就立即停止让軍隊對事件干涉。”斯特凡·古沙在14點20分向國防部長報告說：“示威者越過了士兵的警戒線，在縣黨委總部前高呼“自由！軍隊與我們同在！”。我正試圖按照你的命令，把部隊送回军营。15點30分，所有士兵和戰鬥装备回营。第二天晚上，他想回到布加勒斯特，瓦西里·米列亞要求他留在蒂米什瓦拉。有人坐飛機去布加勒斯特。瓦西里·米列亞電話說：“斯特凡，留在那裡，特別是照顧好自己！”于是他留下来了。
1989年12月22日罗马尼亚独裁者尼古拉·齊奧塞斯庫逃离首都，斯特凡·古沙回到布加勒斯特，在首都他得知齊奧塞斯庫在瓦西里·米列亞將軍自殺后任命維克多·阿塔納西·斯坦庫勒斯庫中將為臨時國防部長。斯特凡·古沙被迫接受斯坦庫列斯庫的命令，命令軍隊返回軍營，站在革命者的一邊。当晚，他被Ion Iliescu增入他的團隊。19时，他從罗共中央大樓里發出信息，要求人們撤出大街，使新政府能夠確保和平，並为羅馬尼亞确立新的路線。
“古沙少將對你說話。新羅馬尼亞的公民，軍隊和人民幾乎是全國局勢的主人。但仍然有孤立的巢穴，絕望的人們試圖摧毀我們已經征服的東西。他們沒有成功，也不會成功。全體人民靜靜地去上班，能夠供應必要的子女、老人、婦女和全體人民。讓我們在這些歷史艱難的時期恢復安寧。請表現出愛國主義和對國家的熱愛。讓我們儘快建立新的軌跡。一切都必須儘快恢復正常。你們正在對付那些試圖破壞我們穩定的人，反對那些試圖破壞商店的人。捍衛我們的民族價值觀。讓我們採取行動，確保羅馬尼亞的安心、主權和領土完整。
—斯特凡·古沙
作為總參謀長，他拒絕尋求蘇聯軍隊或其他華沙條約國家的帮助羅馬尼亞軍隊恢復秩序。正如他自己所說，“我被告知人們正在死去。但我想到了當我們有外國軍隊在該國時，有多少人死亡，我拒絕任何外國干預。也許我錯了。也許我太絕對了......。”Sergiu Nicolaescu在報刊上說，古沙將軍想在1989年12月23日晚發動政變，但沒有找到支援而作罢。
在2005年6月在軍事檢察官辦公室科發表的聲明中，在1990年6月13日至15日的地雷案中，Ion Coman 說，Ștefan Guşă將軍於1989年12月24日提議向民眾發出資訊，要求人民撤出大街，他不想看到人民白白死去。他會要求軍隊也承擔確保公民安全的任務。但是，CFSN的成員不同意。
由Viorel Oancea領導的調查1989年蒂米什瓦拉事件的政府委員會於1990年提議起訴他參與鎮壓革命。1997年，在軍事檢察官辦公室的起訴書中，維克托·阿塔納西·斯坦庫萊斯庫將軍和米哈伊·赤塔克將軍被送交審判，古沙將軍也被判有罪。但1994年斯特凡·古沙已去世。

### 新政府时期
1989年12月28日，他被免去總參謀長職務，被任命為第4集團軍參謀長和第一副司令官，駐 Cluj ，至1990年2月26日。1990年1月11日，斯特凡·古沙少將晉陞為2星中將。1990年2月26日担任第2集團軍司令，該軍司令部部署在他的家乡布澤烏，他担任这个职务直到去世。他在他出生的spătaru村建立了教堂。
他患上了骨癌，在生命的最後三個月裡，他仰面躺在維也納一醫院的病床上，一動不動，知道得了不治之症，並被記者問及他的病是從哪裡來的，這位將軍說：“也許從那杯咖啡（例如，1989年12月22/23日晚上喝的咖啡）来的。喝完后，我感覺越來越糟。1989年12月30日晚上，我在 Predeal 遇到了我的鄉親們，他們不能再認出我。我去年從醫院出來了。我謊稱我感覺良好。但其实，情況變得越來越糟。我一周前，在巴黎的一家診所做檢查，我的检测结果來自維也納。天哪，我做錯了什麼？”
Guşă將軍於1994年3月28日死於骨癌。關於他的逝世，參議院委員會主席瓦倫丁·加布里埃列斯庫（Valentin Gabrielescu）先生1989年12月的話：“毫無疑問，古沙將軍正常死亡。他長期患癌症，因此任何與將軍可疑失蹤有關的怀疑都沒有意義“（Timişoara 1994年4月5日）。他被以軍礼埋葬在他的家鄉村莊 Spătaru 由他建立的教堂庭院中。1997年10月25日，由“斯特凡·古沙將軍”基金會建造的葬禮合奏團在 Spătaru 村教堂的庭院中揭幕。